# Festival Internacional de Cine de Huesca
El Festival Internacional de Cine de Huesca es un certamen cinematográfico que se celebra anualmente en la ciudad española de Huesca. Fue creado por la Peña Recreativa Zoiti en abril de 1973 con el nombre de Certamen Internacional de Films Cortos Ciudad de Huesca. En 1989 cambió su denominación a Festival de Cine de Huesca. En 2006 añadió de nuevo la palabra «Internacional» a su nombre. Se ha convertido en un referente en el formato de cortometraje y sus principales premios dan paso a la selección para los Óscar de la Academia de los Estados Unidos.

## Historia

### La Peña
En abril de 1973 la Peña Recreativa Zoiti, dentro de las actividades de su cineclub, organizó la primera edición del Certamen Internacional de Films Cortos «Ciudad de Huesca». La iniciativa de José María Escriche y Ángel Santos Garcés recibió el apoyo del Ayuntamiento de Huesca y se repitió en años sucesivos. En su tercera edición se creó la sección «Cine para niños» y en la cuarta se creó el Premio de la Crítica Especializada.

### La Asociación Cultural
En la sexta edición, de 1978, se produjo un importante cambio. Nació la Asociación Cultural Certamen Internacional de Films Cortos Ciudad de Huesca, entidad con personalidad jurídica propia que pasó a ocuparse de la organización del evento sustituyendo en dicha labor a la Peña Zoiti. Además, el Certamen se convirtió en competitivo, encargándose de conceder los premios un jurado compuesto por cinco personas vinculadas al mundo del cine. Al año siguiente se reorganizaron los premios, que pasaron a denominarse «Danzante», en sus categorías de oro, plata y bronce. Además de la sección competitiva se celebraron a partir de entonces homenajes y secciones retrospectivas e informativas.

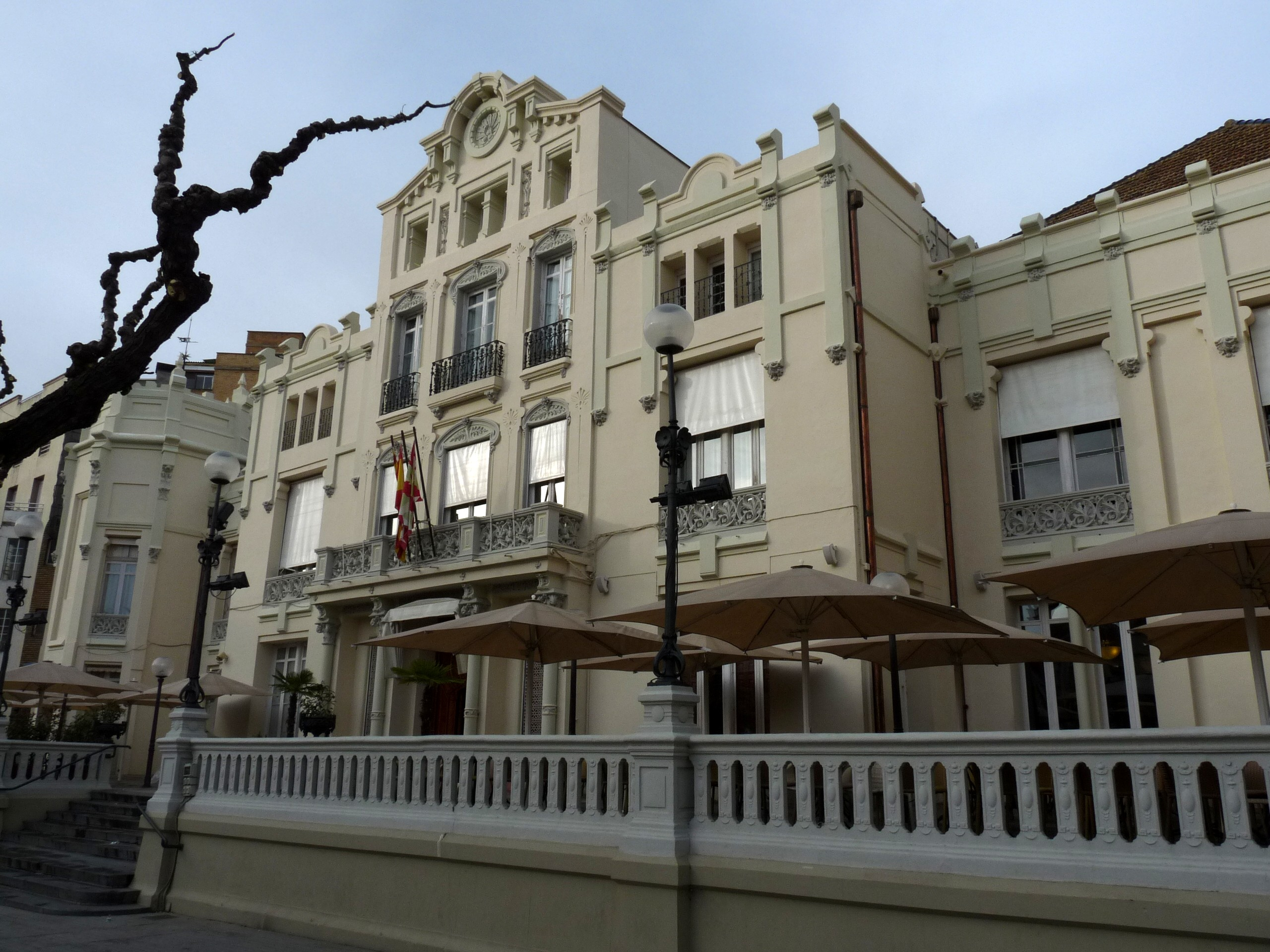
El casino es la sede del Festival.

En 1988 el Certamen extendió su actividad con la creación de «Huesca de cine», que organizaba ciclos temáticos semanales fuera del ámbito temporal del concurso de cortometrajes. El primer ciclo, celebrado en febrero de ese año, estuvo dedicado a Conchas de Oro del Festival de San Sebastián. Esta sección permaneció hasta 1994. En 1989 el certamen cambió su denominación a Festival de Cine de Huesca.
En 1995 el Festival de Huesca —junto con la Seminci y otros ocho festivales europeos— creó la Coordinadora Europea de Festivales de Cine, que llegaría a crecer hasta tener doscientos cincuenta miembros de veinticinco Estados de la Unión Europea; al año siguiente, coincidiendo con el Festival, se celebró en Huesca la asamblea de dicha organización y en 1998 se creó el programa «Europa en Cortos». La Coordinadora y el programa existieron hasta 2005. La edición de ese año 1995 fue elogiada por la revista Dirigido debido al equilibrio alcanzado entre el objetivo del Festival —el cortometraje— y las secciones paralelas tendentes a atraer al público. La celebración simultánea de la XXV Conferencia Internacional del Cortometraje supuso que Huesca se convirtiera durante unos días en sede de la discusión sobre los problemas de este formato cinematográfico. Por otra parte, la Muestra de Cine Europeo ofreció largometrajes de gran interés, entre los que destacó el éxito de público de Justino, un asesino de la tercera edad, convertido en auténtico fenómeno social.
Algo menos favorable fue la opinión de la misma revista cinematográfica en 1996. El recorte de diez millones de pesetas en el presupuesto se acusó, hubo fallos técnicos en algunas proyecciones y el jurado lamentó la selección de determinados cortos que no estaban a la altura de un festival internacional. No obstante, el mismo jurado valoró la alta calidad de otras películas a concurso, y la falta de presupuesto en secciones paralelas sirvió para realzar los certámenes de cortometrajes.
En 1998 tuvo lugar un cambio trascendental: ante el auge que había experimentado la inscripción en el certamen de cortometrajes españoles e hispanoamericanos, se creó el Certamen Iberoamericano de Cortometrajes, separado del Certamen Internacional.
Uno de los elogios recibidos por el Festival es que no se limita al ámbito del cortometraje y realiza interesantes ciclos que dan a conocer cinematografías poco conocidas en España. Por ejemplo, en su edición de 2003 organizó un ciclo sobre Julio Verne en el cine que incluyó la proyección de dos cortos de Segundo de Chomón y una versión muda de Veinte mil leguas de viaje submarino realizada por Stuart Paton, otro ciclo relativo a la obra de Jorge Cedrón y un tercero sobre Jerzy Kawalerowicz.
En 2004 se suprimieron los premios Danzante de Plata y Danzante de Bronce en cada categoría. Al mismo tiempo, la Academia de Artes y Ciencias Cinematográficas de California decidió que los cortometrajes receptores del premio Danzante fueran clasificados para la selección de candidatos al Óscar correspondiente.

### La Fundación
De esta manera se llegó en junio de 2005 a la edición 33 del Festival, en la que la nueva Fundación Festival de Cine de Huesca sustituyó como organizadora a la antigua Asociación. En esta ocasión se contó con un presupuesto de seiscientos mil euros y se exhibieron 264 filmes de cincuenta países distintos. En 2006 se creó un Concurso Europeo de Documentales para potenciar este género. El nuevo certamen tuvo su propio premio Danzante.
En marzo de 2008 falleció prematuramente José María Escriche, fundador y auténtica alma del Festival. Dejó un evento con mayor prestigio en América Latina y el resto de Europa que en la propia España. En 2009 esto se palió ligeramente cuando la Academia de las Artes y las Ciencias Cinematográficas de España decidió que los ganadores de los Danzante de nacionalidad española fueran preseleccionados para los Premios Goya. En 2011 se celebró la 39 edición del Festival con ciento nueve filmes de cuarenta y un países diferentes y con un presupuesto de 544.000 euros a pesar de la crisis económica.
En 2017 se celebró la 45 edición del Festival. El presupuesto ascendió a unos doscientos mil euros, se seleccionaron para los distintos certámenes ochenta de los 1.658 cortometrajes presentados, más de 7.800 espectadores asistieron a las proyecciones —3.000 de ellos a las quince sesiones de cortos— y hubo más de ochenta periodistas acreditados.
En 2018 se anunció que también el filme ganador del Danzante en la sección de documentales sería automáticamente preseleccionado para la disputa del Óscar al mejor cortometraje documental. A la 46 edición, celebrada ese año, se presentaron 2.040 cortometrajes de ochenta y siete países, de los que fueron seleccionados a concurso setenta y ocho cortos procedentes de treinta países distintos, además de otros treinta fuera de concurso. Continuaron programándose las secciones «Niños al Festival» y «Mayores al Festival», dirigidas a los colectivos de edad más extrema; y «Gastrocine», que relaciona cinematografía y gastronomía. Diversas retrospectivas y exposiciones complementaron el evento.

## Secciones competitivas y sus premios
El Festival incluía en 2018 tres certámenes competitivos, si bien esta situación ha cambiado con el tiempo, aumentando o disminuyendo el número de concursos a lo largo de las ediciones. También los premios concedidos han ido cambiando con el transcurso del tiempo.

### Concurso Iberoamericano

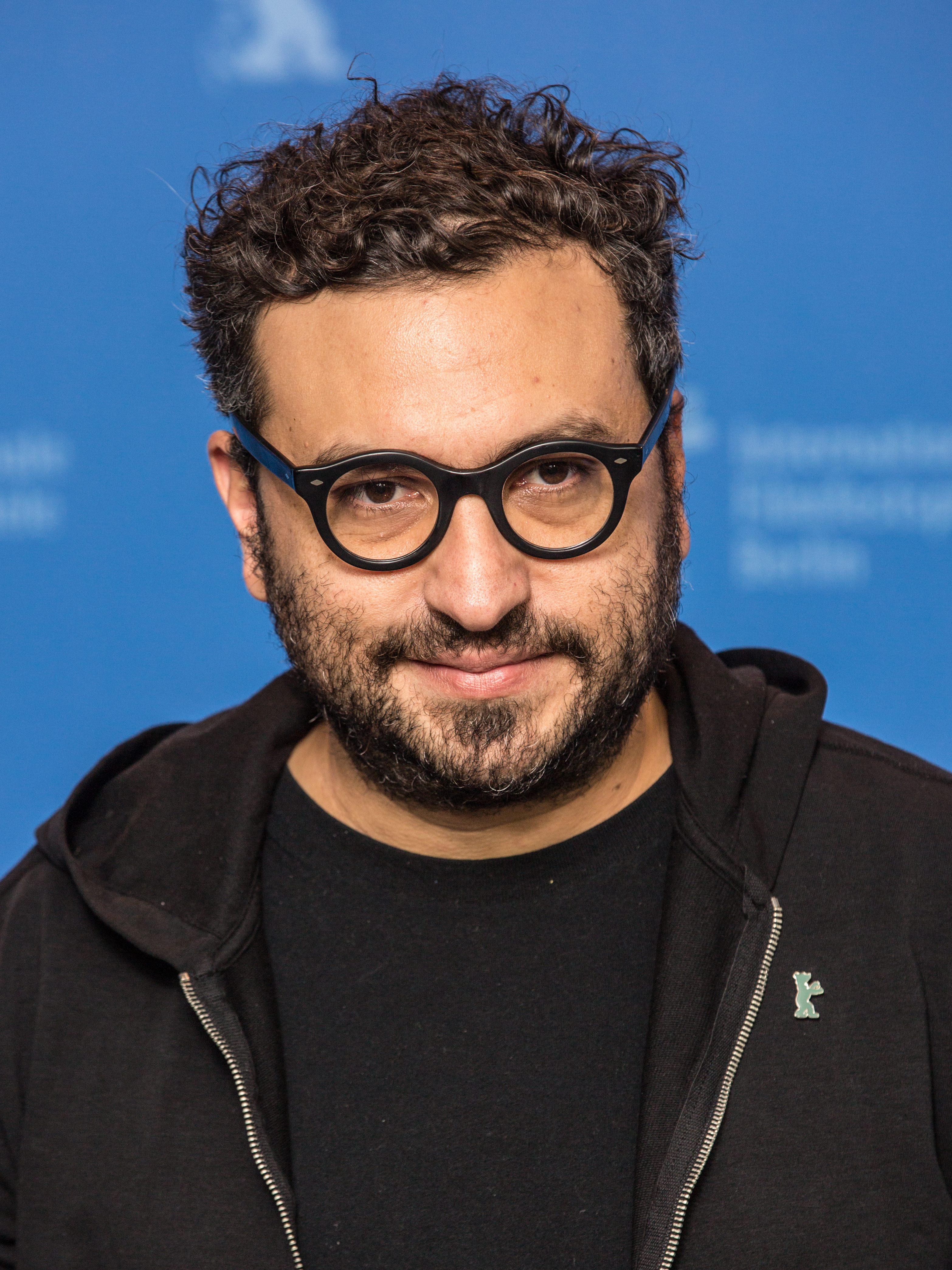
Alonso Ruizpalacios ganó el Danzante en 2008 con Café Paraíso.

El Concurso Iberoamericano de Cortometrajes fue creado en 1998 a la vista del auge que cobraban los cortos procedentes de países hispanos. Se desgajó del Concurso Internacional y tienen cabida en él los cortometrajes de ficción de hasta treinta minutos de duración procedentes de América Latina, España y Portugal. Las bases permiten que los filmes premiados y aquellos que decida la organización participen después en el Concurso Internacional. El Concurso ha alcanzado gran prestigio en América Latina.
El premio principal es el Danzante —o Danzante Iberoamericano— que hasta 2003 se denominó Danzante de Oro. El trofeo consiste en una estatuilla diseñada por los hermanos Carlos y Javier Aquilué, una dotación económica, la preselección para participar en la elección de los nominados al correspondiente Óscar y —en caso de ser de nacionalidad española— la preselección para participar en el correspondiente Premio Goya.
El Premio «Cacho Pallero» es el segundo en importancia del Concurso. En realidad es más antiguo que este, ya que nació en 1993 patrocinado por la Agencia Española de Cooperación Internacional. Al año siguiente recibió su actual denominación, que homenajea al director argentino Edgardo Cacho Pallero, colaborador del Festival y fallecido en 1992. El premio consiste en un diploma acreditativo y una dotación económica inferior a la del Danzante.
El Premio «Alberto Sánchez» es otorgado por el jurado de la juventud a la mejor opera prima, entendiendo por tal el primer o segundo filme de un realizador. Lleva el nombre de un colaborador del Festival fallecido en 2010. El antecedente del galardón está en el antiguo Premio Jinete Ibérico creado en 1979 por el Instituto de Estudios Altoaragoneses para recompensar a la mejor película de habla hispana. Consiste en un diploma y una dotación económica.
El Premio al Mejor Guion es concedido desde 2017 por la Asociación de Librerías de la Provincia de Huesca y la Fundación Anselmo Pié Sopena. Reconoce al mejor guion cuya lengua sea el español y consiste en un diploma y una dotación económica.
Hasta 2003 existieron los premios Danzante de Plata y Danzante de Bronce, pero fueron suprimidos en la edición de 2004.

### Concurso Internacional

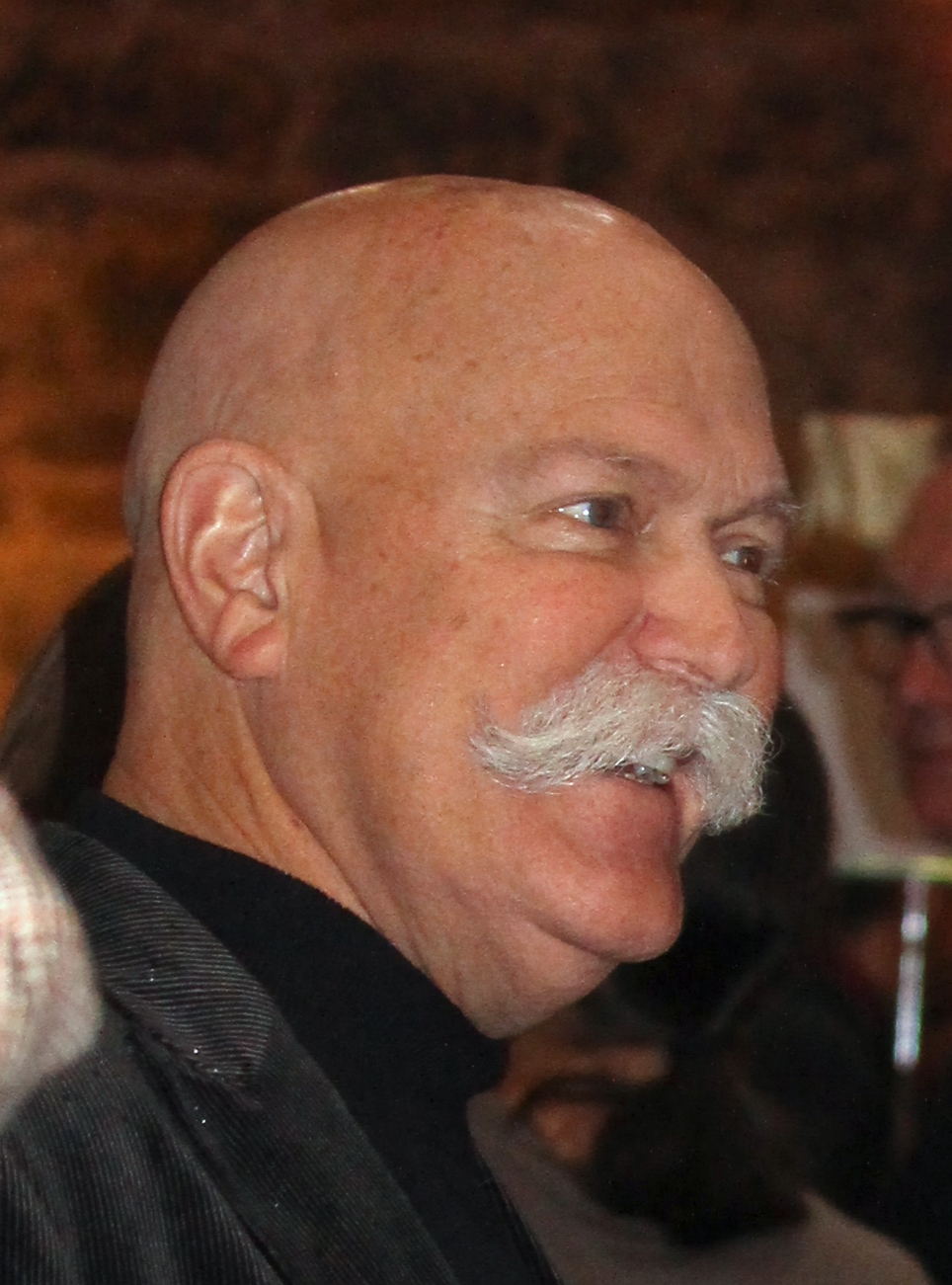
Will Vinton ganó el Danzante de Oro en 1981 con El pequeño príncipe.

El Concurso Internacional de Cortometrajes existe desde el mismo origen del Festival y es su misma esencia. A partir de 1998 se vio obligado a compartir su importancia con el Concurso Iberoamericano, pero conserva cierta primacía debido a la posibilidad de que los filmes galardonados en este último participen también en el Internacional. Pueden participar filmes de hasta treinta minutos de duración procedentes de todos los países no incluidos en el Concurso Iberoamericano.
El principal premio es el Danzante —o Danzante Internacional para diferenciarlo de los de los otros concursos— que hasta 2003 se denominó Danzante de Oro. Consiste en el trofeo diseñado por los hermanos Aquilué, la misma dotación económica que el Danzante Iberoamericano y la preselección para el Óscar.
El Premio Jinete Ibérico distingue al mejor cortometraje de animación. Su origen está en el que creó el Instituto de Estudios Altoaragoneses (IEA) en 1979 para recompensar a la mejor película de habla hispana y que más tarde pasó a premiar la mejor opera prima española. Desde la 44.ª edición se dedica a reconocer el cine de animación y sigue siendo concedido por el IEA. Consiste en un trofeo y una dotación económica inferior a la del Danzante.
El Premio «Anselmo Pié» es decidido por el jurado de la juventud y se otorga a la mejor opera prima, entendiendo por tal el primer o segundo filme de un realizador. Es concedido por la Fundación Anselmo Pié Sopena y consiste en un trofeo y una dotación económica.
La Mención «Francisco García de Paso» distingue al corto que mejor resalte la defensa de los valores humanos. Su denominación homenajea al antiguo jefe de prensa y comunicaciones del Festival, fallecido en 1994. Al año siguiente se creó este galardón, que consta de un trofeo diseñado por el escultor Javier Sauras y no conlleva dotación económica.

### Concurso Documental
En 2006, a la vista de la importancia que estaba cobrando el cine documental, el Festival decidió crear un Concurso Europeo de Documentales. En 2010 dicho certamen fue desdoblado en dos a semejanza de los cortometrajes de ficción: un Concurso del Cortometraje Documental Iberoamericano y otro Concurso del Cortometraje Documental Internacional. Esta dualidad se mantuvo hasta 2013, en que ambos fueron refundidos en un único Concurso de Cortometraje Documental. A él pueden optar películas de hasta cuarenta minutos de duración. No pueden participar películas turísticas o publicitarias.
El principal premio es el Danzante, que conlleva el trofeo diseñado por los hermanos Aquilué, la misma dotación económica que sus homónimos de los concursos de cortos de ficción, la preselección para el Óscar al mejor documental corto y la preselección para el Goya al mejor cortometraje documental en caso de ser una producción española.
El Premio «José Manuel Porquet» se concede al mejor cortometraje iberoamericano. En caso de que el Danzante sea ganado por un filme iberoamericano, se concede al segundo mejor. Su denominación es un homenaje al periodista e historiador oscense. Consta de un diploma y una dotación económica inferior a la del Danzante.

### Premio del Público
El Premio del Público es concedido mediante votación popular y optan a él todos los cortometrajes seleccionados para su exhibición en el Festival. El premio es la adquisición —siempre que estén conformes los autores— por parte del canal público Aragón TV de los derechos de emisión por un precio predeterminado. También incluye la promoción del filme.

## Festival Internacional de Cine Joven
En la 46.ª edición celebrada en junio de 2018 se incorporó al evento el Festival Internacional de Cine Joven de Huesca, un concurso destinado a exhibir cortos realizados por estudiantes de primaria y secundaria de entre seis y dieciocho años de edad. Los filmes han debido ser seleccionados por festivales miembros de Youth Cinema Network, una asociación internacional dedicada al fomento del cine y los valores humanos. La Fundación «Manuel Giménez Abad», con la colaboración de la Consejería de Educación, Cultura y Deporte del Gobierno de Aragón, concede dos premios: el Huesca International Youth Film Prize al mejor Corto Internacional en Valores Educativos y Ciudadanos es otorgado por un jurado integrado por alumnos de la Facultad de Ciencias Humanas y de la Educación de Huesca; el Huesca International Youth Film of the Public es otorgado por un jurado compuesto por estudiantes de educación primaria y secundaria de Huesca.

## Premios honoríficos

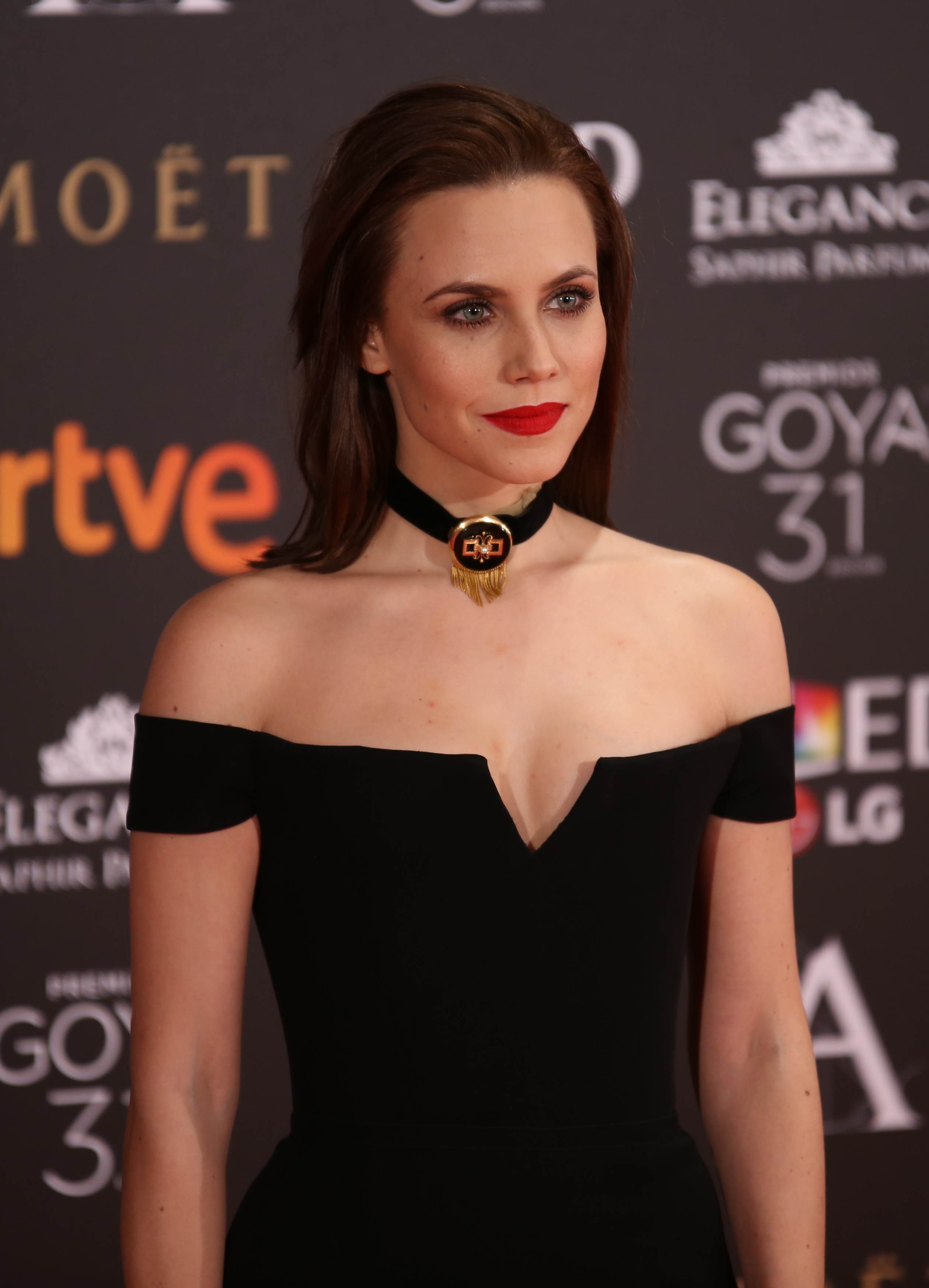
La actriz Aura Garrido, ganadora del Premio Ciudad de Huesca.

Desde 1991, el Festival concede el Premio Ciudad de Huesca. Inicialmente estaba destinado a reconocer la trayectoria de cineastas consagrados. De esta forma, el primero en recibirlo fue el director oscense Carlos Saura; en 1995, Arturo Ripstein fue el primer no español que recibió el galardón; el actor Juanjo Puigcorbé —en 2001— fue el primer premiado que no era director; el serbio Zelimir Kilnik fue el primer cineasta no hispano que recibió este reconocimiento. En años posteriores el premio cambió su orientación inicial y fue destinado a reconocer el talento de artistas jóvenes a quienes se auguraba gran proyección, como Paula Ortiz o Aura Garrido. En noviembre de 2018 el Festival decidió que a partir de la 47.ª edición el galardón se denominaría «Premio Ciudad de Huesca Carlos Saura», en homenaje al veterano director de la localidad.
El Premio Luis Buñuel es concedido desde 1998 y lleva el nombre del director aragonés más famoso. Premia toda una trayectoria en el mundo de la cinematografía y desde un principio ha sido concedido a personalidades de cualquier país. Entre los galardonados figuran José Luis Borau, Silvia Pinal, los hermanos Taviani y Stephen Frears.
En 2009 se creó el Premio Pepe Escriche, cuyo nombre rinde homenaje a uno de los principales impulsores del Festival hasta su fallecimiento. El objetivo del galardón es reconocer la labor de entendimiento entre diferentes culturas a través del cine realizada por personas o entidades. La primera en recibirlo fue la Escuela Internacional de Cine y Televisión de San Antonio de los Baños. Otros premiados han sido el Festival Internacional de Cine de Morelia, la Filmoteca Española y la Academia de las Artes y las Ciencias Cinematográficas de España.
El Festival otorgó otros premios ya desaparecidos. Entre 1989 y 1998 concedió el Premio Una Vida de Cine. Entre otros, lo ganaron Fernando Rey, Julio Alejandro, Andrzej Wajda y Francisco Rabal. También desapareció el Premio Ciudad de Huesca del Cortometraje —concedido entre 2002 y 2008— entre cuyos ganadores se encuentran Antonia San Juan y Mariví Bilbao.

## Otras actividades
Además de las secciones mencionadas, el Festival ha realizado a lo largo de su historia otras muchas actividades:
- «Niños al Festival», actividad en la que los niños son llevados al cine y se realizan actividades formativas relacionadas con una película.

- «Mayores al Festival», programa en el que el cine es acercado a las personas mayores con películas seleccionadas especialmente para ellas.

- Homenajes, preferentemente a cortometrajistas, como Charles Chaplin, Alain Resnais, Carl Theodor Dreyer, Zbigniew Rybczyński y otros. También a otros festivales y a filmotecas.

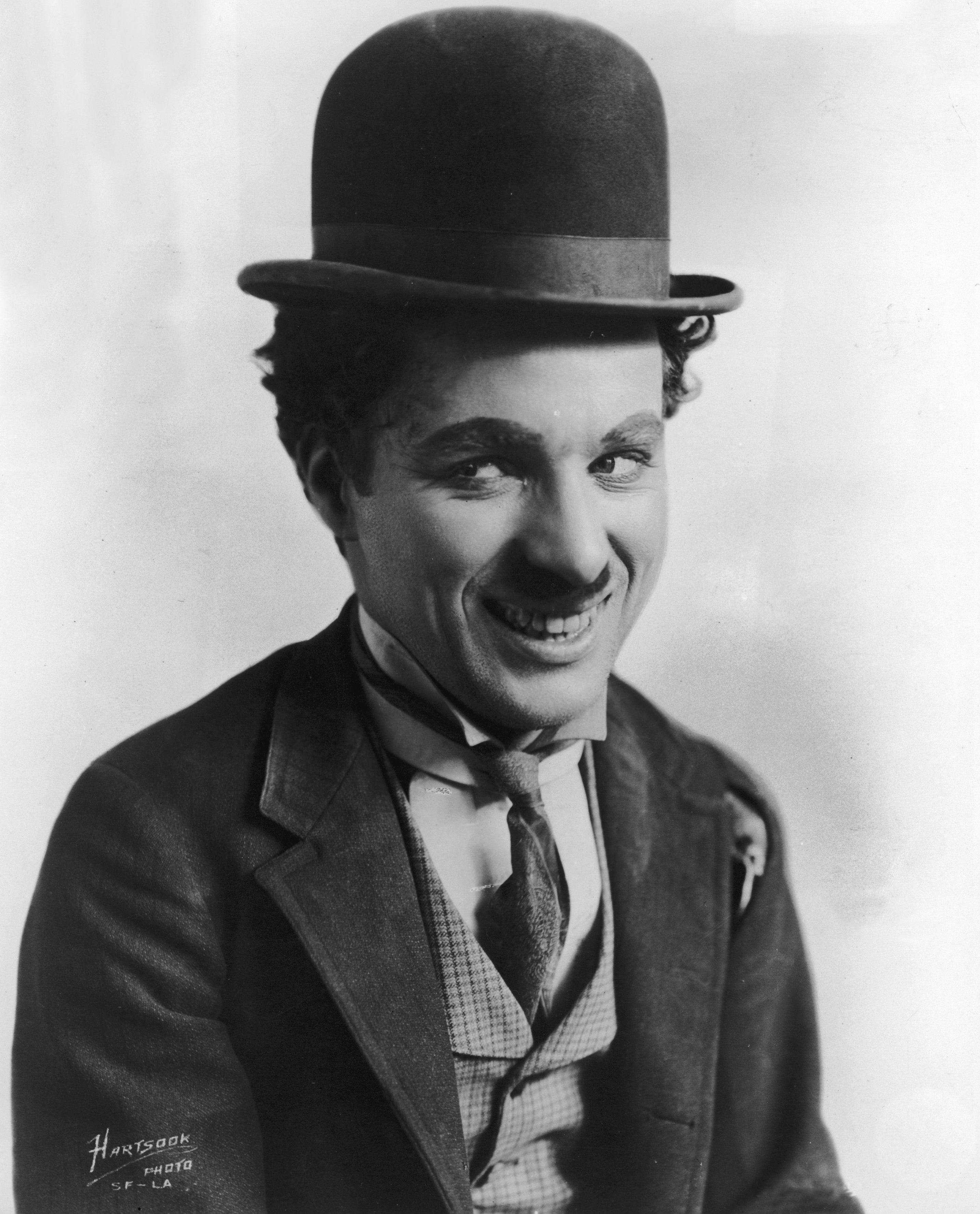
El Festival rindió homenaje al gran cortometrajista Charles Chaplin.

- Retrospectivas, muchas de ellas dedicadas al formato de cortometraje: Walt Disney, NO-DO, Buñuel, Nouvelle vague, Segundo de Chomón y otros muchos.

- Posibilidad de visionar las películas seleccionadas a través de Internet con «Huesca en Casa».

- El programa «Gastrocine» relaciona gastronomía y cinematografía.

- Exposiciones, fundamentalmente sobre carteles de cine.

- Edición de libros sobre cinematografía.

- Organización de los Encuentros de Cortometrajistas Iberoamericanos.

- En 2008 se organizó la sección «Motion Graphics Review», sobre gráficos generados por ordenador.

- Organización durante varios años del Concurso Internacional de Relatos de Cine.

- Proyección de largometrajes clásicos en las secciones «Panorama» y «Ventana Clásica».

- Organización de talleres de cine.

- Durante varios años se desarrolló la sección de largometrajes denominada «Muestra de Cine de las Comunidades Europeas».

- Organización de ciclos de cine fuera del ámbito temporal del Festival, como «Huesca de cine».

- Y muchas otras.

## Distinciones recibidas
En 1987 el Certamen fue galardonado con la Medalla del Parlamento Europeo por su contribución a la integración europea a través del cine.
En 1988 recibió la Pajarita de Plata —sección de Cultura— en la Gala de los Altoaragoneses del Año organizada por Diario del Alto Aragón.

## Relevancia
Tras varias décadas de existencia, el Festival se encuentra totalmente consolidado como uno de los más importantes de España en su género. Además, goza de gran prestigio internacional, sobre todo en América Latina. En ocasiones vive una tensión interna entre el deseo de atraer público a las salas proyectando largometrajes y el de centrarse en su objetivo primordial, que son los cortometrajes.